# Strigamia transsilvanica
Strigamia transsilvanica är en mångfotingart som först beskrevs av Karl Wilhelm Verhoeff 1928.  Strigamia transsilvanica ingår i släktet Strigamia och familjen spoljordkrypare. Inga underarter finns listade i Catalogue of Life.